# 1956年メルボルンオリンピックのチェコスロバキア選手団
1956年メルボルンオリンピックのチェコスロバキア選手団（1956ねんメルボルンオリンピックのチェコスロバキアせんしゅだん）は、1956年11月22日から12月8日にかけてオーストラリアのメルボルンで開催された1956年メルボルンオリンピックのチェコスロバキア選手団、およびその競技結果。

## 概要
今大会は金メダル1個、銀メダル4個、銅メダル1個の合計6個のメダルを獲得した。

## メダル
| メダル | 選手名                                          | 競技   | 種目                      |
| ------ | ----------------------------------------------- | ------ | ------------------------- |
| 金     | オルガ・フィコトワ                              | 陸上   | 女子円盤投                |
| 銀     | ラディスラフ・フォウチェク                      | 自転車 | 男子1000mタイムトライアル |
| 銀     | ラディスラフ・フォウチェク ヴァークラフ・マヘク | 自転車 | 男子タンデムスプリント    |
| 銅     | イジー・スコブラ                                | 陸上   | 男子砲丸投                |